# Alberto Quintero
Alberto Abdiel Quintero Medina (* 18. Dezember 1987 in Panama-Stadt) ist ein panamaischer Fußballspieler.

## Karriere

### Klub
Er begann seine Karriere 2005 beim Chorrillo FC in seiner Heimat und ging Anfang 2008 zum spanischen Torrellano CF, wo sein Vertrag aufgelöst wurde und er eine Saison beim FC Cartagena sowie eine Saison beim Ontinyent CF spielte. Danach kehrte er für ein halbes Jahr in seine Heimat zurück. Anfang 2012 wechselte er auf Leihbasis nach Independiente Medellín in Kolumbien. Nach einem halben Jahr wechselte er im Sommer 2013 zu den Sport Boys Warnes nach Bolivien und Mitte August bis Ende des Jahres weiter zu Lobos BUAP in Mexiko. Eine Halbserie 2014 spielte er beim Venados FC, eine weitere bei Mineros de Zacatecas.
Nach diesen Stationen kehrte er Anfang 2015 wieder zu Lobos zurück, wo er noch einmal für gut ein Jahr weiter spielte. Ende Februar 2016 führte in eine Leihe zu den San José Earthquakes in die US-amerikanische MLS, wo er für den Rest der Saison bis zum Jahresende aktiv war. Ende Januar 2017 ging es gleich mit der nächsten Leihe weiter und er wurde für zwei Jahre an Universitario de Deportes aus Peru verliehen. Von diesem Klub wurde er dann zum Anfang des Jahres 2019 schließlich auch fest übernommen.

### Nationalmannschaft
Kurz nach der U20 erhielt bereits mit 19 Jahren seinen ersten Einsatz im Nationaldress der A-Mannschaft am 22. August 2007 bei einem 2:1-Freundschaftsspielsieg zuhause gegen Guatemala. Hier wurde er in der 83. Minute für Edwin Aguilar eingewechselt. Sein nächster Einsatz danach war erst Anfang September 2010. Ab hier kam er dann aber regelmäßiger zum Einsatz. Sein erstes großes Turnier war der Gold Cup 2011, wo er es mit seiner Mannschaft bis ins Halbfinale schaffte. Danach war er noch Teil des Kaders der Copa Centroamericana 2013, des Gold Cup 2013, der Copa Centroamericana 2014, des Gold Cup 2015, der Copa América Centenario 2016 sowie Copa Centroamericana 2017. Die Weltmeisterschaft 2018 verpasste er aufgrund eines Mittelfußbruchs. Seitdem war er aber auch wieder Teil des Kaders beim Gold Cup 2019 und in den Spielen der Nations League.